# Útok na Univerzitu v Garisse
2. dubna 2015 několik ozbrojenců zaútočilo na univerzitu Garissa University College ve městě Garissa v Keni. Zabili nejméně 148 lidí a nejméně 79 osob zranili. K útoku se přihlásila vojenská skupina Aš-Šabáb. Členy této skupiny se označili i dotyční ozbrojenci. Útočníci zajali několik studentů jako rukojmí. Později propustili muslimy, avšak studenty křesťanského vyznání zadrželi. Útok skončil téhož dne poté, co čtyři z útočníků byli zabiti. Pět mužů bylo později zatčeno v souvislosti s útokem a byla vypsána odměna za dopadení podezřelého organizátora.
Jedná se o nejkrvavější útok v Keni od bombového atentátu na keňské velvyslanectví Spojených států v roce 1998. Měl více obětí než útoky v Mombase roku 2002, útok na nákupní centrum Westgate, bombový útok na autobus v Nairobi roku 2014, bombový útok v Gikombě a útoky v Lamu roku 2014.

## Okolnosti
Garissa, město v keňské severovýchodní provincii nacházející se zhruba 200 km od hranice se Somálskem, bylo považováno za „jedno z nejbezpečnějších míst v oblasti“. Nacházejí se zde vojenská kasárna a policejní velitelství.
Aš-Šabáb, vícenárodnostní vojenská skupina s propojením na Al-Kajdu a základnou v Somálsku, před touto událostí zabil v Keni během dvou let více než 200 lidí. Tyto útoky značně poškodily cestovní ruch v Keni, ovšem již před existencí Aš-Šabábu byly útoky v Mombase roku 2002 taktéž namířeny proti turistům. Do této chvíle měl Aš-Šabáb na svědomí útoky především mimo metropole.
Diplomaté a analytici také kriticky označovali taktiku keňských bezpečnostních složek jako velmi restriktivní včetně nevybíravého zatýkání Somálců. Dále varovali, že takto radikální chování může vyvolat nelibost mezi muslimy, a tak poskytnout Aš-Šabábu záminku k vyhrocení situace.
Bylo hlášeno, že před útokem byla vyslovena „varování, že dojde k ohrožení velké univerzity“. Grace Kai, student blízké vysoké školy, řekl, že „byli v Garisse spatřeni cizí lidé vypadající jako teroristé“ a že „v pondělí 30. března 2015 nám ředitel školy oznámil, že … byli na naší škole spatřeni cizí lidé“; v úterý, kdy tato škola byla zavřená a poslala studenty domů, bylo zaútočeno na univerzitu, která zůstala otevřena.
Útok byl proveden den poté, co keňský prezident Uhuru Kenyatta pokáral Velkou Británii a Austrálii za to, že začali znovu upozorňovat na nebezpečí při cestování do Keni a obvinil je z přetrvávajícího kolonialismu.

## Útok a zajetí rukojmích
Útok začal okolo 5.30 hodin místního času, kdy došlo k přestřelce mezi útočníky a ochrankou střežící univerzitu. Dva strážci byli zabiti ve vchodu. 20 studentů bylo zachráněno vojáky, včetně Collinse Wetanguly, který popsal přítomnost nejméně pěti maskovaných ozbrojených útočníků a křesťany, kteří byli „na místě zastřeleni“. Další přeživší uvedli, že ozbrojenci svolali žáky, aby vyšli ze svých pokojů v ubytovně, lehli si čelem na zem, a poté tyto studenty popravili.
K útoku byla povolána keňská armáda a další bezpečnostní organizace. Oblehly a uzavřely prostor univerzity, aby zneškodnily útočníky. Ministerstvo vnitra a Národní krizové operační středisko v Keni hlásily, že tři ze čtyř ubytoven byly evakuovány. Michael Bwana, jeden ze studentů, kteří unikli, řekl v souvislosti se zbývající ubytovnou, že „většina lidí, kteří zůstali uvnitř, jsou dívky“. V této ubytovně se snad měli skrývat i útočníci.
Obsazení univerzity skončilo po téměř 15 hodinách krátce po setmění, kdy byli zabiti čtyři útočníci. Maskovaní ozbrojenci byli ozbrojeni puškami AK-47 a opásáni výbušninami. Když byli keňskými vojáky zastřeleni, útočníci vybuchli „jako bomby“. Nebylo jasné, zda výbušniny byly úmyslně odpáleny útočníky, anebo výbušniny zažehla palba z pušek vojáků.
Ze 148 mrtvých bylo 142 studentů, 3 vojáci a 3 policisté. Zhruba 587 studentů uteklo, ale 79 jich bylo zraněno. Úřady oznámily, že všichni studenti byli již nalezeni a sečteni.

## Pachatelé a motiv útoku
Jeden přeživší student řekl, že útočníci mluvili svahilsky a tvrdil, že byli napojeni na vojenskou skupinu Aš-Šabáb. Tato skupina se později k útoku přihlásila. Mluvčí skupiny Šejk Ali Mohamud Rage řekl v souvislosti s touto událostí, „když naši muži dorazili, propustili muslimy“, ale zadržovali křesťanské rukojmí. Rage také řekl, že posláním jeho mužů je „zabít ty, kteří jsou proti Šabábu“, a „Keňa je ve válce se Somálskem“ v souvislosti s přítomností keňských jednotek v AMISOMu. Jiný mluvčí tvrdil, že Aš-Šabáb napadl univerzitu, protože je „na muslimském území kolonizovaném nemuslimy“.
Jeden z podezřelých z útoku byl zatčen, když prchal z prostoru univerzity během jejího obléhání. Poté, co obležení skončilo, další dva podezřelí byli nalezeni v areálu univerzity a zadrženi. Jeden z nich byl Tanzanec a s univerzitou neměl nic společného.
Keňská vláda označila občana somálského původu Mohameda Mohamuda (alias Šejk Dulajadajn, Gamadhere nebo Mohamed Kuno) jako organizátora útoku a vypsala 20 miliónů keňských šilinků (215 000 amerických dolarů) odměny za jeho dopadení. Mohamud pracoval v letech 1993 až 1995 v Al-Haramain Foundation a později učil na škole Madrasa Najah school v Garisse a stal se jejím ředitelem. Místní média dala Mohamuda do spojitosti s dvěma různými útoky Aš-Šabábu v roce 2014 v oblasti Mandera.
4. dubna vydal Aš-Šabáb prohlášení v angličtině směřované keňské veřejnosti. Zpráva zaslaná elektronickou poštou odsoudila to, co popsala jako „nevýslovné zvěrstvo vůči muslimům ve východní Africe“ páchané keňskými bezpečnostními složkami, jak v Severovýchodní provincii obývané převážně Somálci, tak v jižním Somálsku, kam byly povolány keňské branné síly jako součást AMISOMu. Vojenská skupina tvrdí, že útočníci v Garisse chtěli „pomstít smrt tisíců muslimů zabitých rukou keňských bezpečnostních složek.“ aš-Šabáb prohlásil, že v další odvetě „keňská města zrudnou krví“ a slíbil, že „za nic na světě nepřestaneme mstít smrt našich muslimských bratří, dokud vaše vláda nepřestane s jejich útlakem a dokud všechna muslimská území nebudou osvobozena od keňské okupace.“ Skupina dále upozornila keňskou veřejnost, že se může zaměřit na jejich pracoviště, domovy, školy a univerzity, protože „jste přehlíželi represivní taktiku vaší vlády tím, že jste se proti ní neozvali“ a „jejím zvolením jste tuto represi podpořili.“
4. dubna keňské ministerstvo vnitra oznámilo, že bylo zatčeno pět mužů podezřelých z účasti na útoku. Tři z těchto osob, keňští občané somálského původu, jsou podezřelé z organizátorství. Byly zadrženy při pokusu dostat se do Somálska. Další z mužů, také keňský občan somálského původu, byl členem ochranky univerzity. Má se za to, že usnadnil ostatním vstup do univerzity. Poslední ze zadržených, Tanzanec jménem Rašíd Charles Mbeserero, je podezřelý, že byl jedním z ozbrojenců. Byl údajně nalezen, když se skrýval ve stropě a nesl munici.

## Dohra
Do 16. dubna byl v Garisském okrese a třech dalších okresech poblíž hranic Severovýchodní provincie se Somálskem (Wajir, Mandera a Tana River) vyhlášen zákaz nočního vycházení od 18.30 do 6.30 hodin.
Bývalý keňský premiér Raila Odinga, bývalý ministr obchodu Moses Wetangula a další členové Koalice pro reformy a demokracii vyzvali k okamžitému stažení keňských jednotek ze Somálska. Wetangula též doporučil keňské vládě, aby snížila rozpočet armády na polovinu a takto získané prostředky použila k posílení vnitřní bezpečnosti. Odinga navíc nařkl keňského prezidenta Uhuru Kenyattu z arogance, když opomíjel varování bezpečnostních služeb před potenciálními útoky vyvolanými cizími národnostmi.